# Aeroportul Carnot
Aeroportul Carnot (IATA: CRF, ICAO: FEFC) este un aeroport din Carnot, Republica Centrafricană, Mambéré-Kadéï, Republica Centrafricană ce deservește zona Carnot, Republica Centrafricană.
Situat la o altitudine de 605 m, aeroportul dispune de o singură pistă.